# La chismosa
La chismosa es una película argentina en blanco y negro dirigida por Enrique Susini según su propio guion escrito en colaboración con Pedro Miguel Obligado con adaptación y supervisión de diálogos a cargo de Luis Marquina, que se estrenó el 18 de mayo de 1938 y que tuvo como protagonistas a Lola Membrives, José Olarra, Amanda Varela, Augusto Codecá y Milagros de la Vega. Debut de Membrives en el cine sonoro -ya había actuado en el mudo- en un filme que justamente está inspirado en una canción que fue popularizada por ella. La película fue presentada con buena repercusión en el Festival de Venecia de 1938.

## Sinopsis
Una partera que atiende en una estancia a una niña recién nacida fruto de una relación ilegítima luchará por retenerla.

## Reparto
Colaboraron en la película los siguientes intérpretes:
- Lola Membrives
- José Olarra
- Amanda Varela
- Augusto Codecá
- Milagros de la Vega
- Mary Dormal
- Horacio Velarde
- Rosina Grassi
- Héctor Quintanilla
- Vicente Forastieri
- Delfina Fuentes
- Amalia Bernabé
- Pilar Gómez
- María Armand
- Germán Vega
- Luis Arellano
- Jorge Lanza
- Pablo Lagarde

## Comentarios
En la crítica publicada en el Mattino D'Italia se señalaba la dignidad artística del cine argentino y que la técnica de la película se encontraba entre la imitación de los norteamericanos y la ingenuidad de algunas primitivas películas francesas de bajo fondo y Calki escribió: "Podría llamarse melodrama, pero de él se sacan buenos matices, tanto en belleza como en humanidad...Aparte de estar muy bien hecha, interesa y llega al corazón".